# Charles Herzowitch
Charles Hertzovitz est un sportif français, pratiquant le rugby à XV et la boxe.

## Biographie
Pratiquant d'abord le rugby à XV avec le Stade français dans les années vingt,, il devient boxeur professionnel en 1930,, managé par Charles Rey-Golliet